# Дудка, Мефодий Степанович
Мефодий Степанович Дудка (14 мая или 5 марта 1917 — 14 или 15 ноября 1978) — старший сержант Красной армии, участник Великой Отечественной войны и полный кавалер ордена Славы. Во время войны служил в разведке и захватил 17 «языков».

## Биография
Мефодий Дудка родился 14 мая (по другим данным — 5 марта) 1917 года в селе Каплевка, в семье крестьян. По национальности — украинец. Отец Мефодия участвовал в Хотинском восстании, за что в 1920 году был расстрелян. Из-за этого Мефодий начал работать с детства, был токарем, столяром, а также батрачил на полях. В 1930 году он окончил 6 классов школы и стал работать пекарем.
В Красной армии Дудка служил с 22 июня 1941 года, в боях Великой Отечественной войны начал участвовать с того же месяца. Был в составе Западного, Сталинградского, Южного, а также — 1-го, 3-го и 4-го Украинских фронтов. С сентября 1942 года Мефодий Степанович служил в составе 132-й отдельной разведывательной роты. В 1944 году он вступил в ВКП (б).
Ночью с 25 на 26 июля 1943 года Мефодий Дудка, находясь в составе разведывательной группы, выполнял задание по доразведке переднего края врага и захвату «языка» (контрольного пленного), но группа была замечена врагом. В ходе завязавшегося боя младший сержант Дудка гранатами уничтожил блиндаж противника, а огнём из автомата — 4 солдат Вермахта, после чего по приказанию командира он прикрыл отход группы. В итоге младший сержант Дудка обеспечил успешное выполнение задачи, что позволило командованию сорвать контратаку противника. За эти действия он был представлен к награждению орденом Красной Звезды, но приказом по войскам 118-й стрелковой дивизии от 18 августа 1943 года Мефодий Степанович был награждён медалью «За отвагу».
Ночью с 17 на 18 декабря 1943 года сержант Дудка вместе с разведывательной группой из 5 человек пробрался в расположение противника в районе высоты 73,0 близ села Великая Знаменка (рядом с Никополем, ныне Днепропетровская область, Украина). Он был в числе первых ворвавшихся во вражескую траншею, где уничтожил 7 немецких солдат, а ещё одного взял в плен. Группа выполнила задание без потерь, а захваченный пленный дал важные показания. К тому моменту на счету Дудки было четверо пленных. За эти действия сержанта Мефодия Дудку представили к ордену Красного Знамени, но приказом по войскам 5-й ударной армии от 13 февраля 1944 года Мефодий Степанович был награждён орденом Славы 3-й степени.
12 августа 1944 года старший сержант Мефодий Дудка, находясь в составе разведгруппы близ сёл Тур и Зборув (по другим данным близ сёл Зборув и Новы-Корчин; в районе города Тарнув, Польша), был окружён противником. Во время выхода из вражеского окружения группа столкнулась с заслоном противника, числом в приблизительно 30 человек и вступила с ними в бой. Во время этого столкновения Мефодием Степановичем было уничтожено 11 немецких солдат, а его группе удалось совершить выход из окружения без потерь личного состава. Приказом по войскам 5-й ударной армии от 30 ноября 1944 года Мефодий был награждён орденом Славы 2-й степени.
Ночью с 15 на 16 ноября 1944 года близ сел Бехув и Стопница (близ Кракова, Польша) Мефодий Дудка возглавлял разведгруппу из 10 бойцов. Ему удалось проникнуть во вражеский тыл на полтора километра и в течение дня вести наблюдение за движением противника по шоссе, а вечером 16 ноября разведчики внезапно вышли из засады и атаковали на шоссе Бехув-Зулча группу из 20 бойцов противника: 16 из них были уничтожены, в том числе четверо — лично Мефодием Степановичем. При этом группе удалось без потерь вернуться на место дислокации дивизии, а также — захватить документы и оружие противника. Указом Президиума Верховного Совета СССР от 10 апреля 1945 года Мефодий Степанович Дудка был награждён орденом Славы 1-й степени.
Ночью с 5 на 6 декабря 1944 года близ села Полесиско (Польша) Мефодий Степанович вместе с группой из двух сапёров и 8 разведчиков участвовал во взятии в плен «языка». После преодоления минного поля, группа приблизилась к пулемёту противника, который неожиданно открыл огонь и ранил четырёх разведчиков. Гранатами и автоматом Мефодий Дудка смог подавить пулемёт. Во время боя был тяжело ранен, но остался в стою и прикрыл отход группы; последним покинув поле битвы. 30 декабря 1944 года он был награждён орденом Красной Звезды.
Мефодий Дудка демобилизовался в мае 1946 года. После демобилизации он жил в родном селе, где работал в колхозе, а после выхода на пенсию занялся военно-патриотическим воспитанием молодежи. Скончался 15 (по другим данным 14) ноября 1978 года.

## Награды
Мефодий Степанович Дудка был награждён следующими наградами:
- Орден Красной Звезды (30 декабря 1944)[4];
- Орден Славы 1-й степени (10 апреля 1945 — № 200)[5];
- Орден Славы 2-й степени (13 ноября 1944 — № 9262)[6];
- Орден Славы 3-й степени (13 февраля 1944 — № 6993)[7];
- Медаль «За отвагу» (18 августа 1943)[8];
- также ряд прочих медалей;
- Знак «Отличный разведчик» (1943).